# Gellius Sascerides
Gellius Sascerides (dänisch Gellio Sasceride; * 3. März 1562 in Kopenhagen; † 9. November 1612 ebenda) war ein dänischer Arzt und Astronom.
Sascerides war der Sohn des dänischen Theologen Johannes Sascerides (1524–1595). Er studierte drei Jahre in Kopenhagen und war auch in Wittenberg für Medizin, Philosophie und Naturwissenschaften eingeschrieben. Von 1581 bis 1587 hielt er sich bei Tycho Brahe auf der Insel Ven auf, wo er Astronomie studierte und danach Brahes Assistent wurde. 1593 erhielt er den Doktor in Medizin in Basel. Nach seiner Rückkehr zu Tycho Brahe, verlobte er sich mit dessen ältester Tochter, Magdalene, die ihn bereits seit ihrer Kindheit kannte. Kurz vor der Hochzeit löste er die Verbindung und heiratete später die Tochter eines Kopenhagener Stadtrats. 1603 wurde er Professor der Medizin in Kopenhagen und übernahm 1609 das Rektorat der Universität. Nach seinem Tod 1612 wurde in der Frue Kirke bestattet.
Der Mondkrater Sasserides ist nach ihm benannt.

## Schriften
- Theses de elementis (1604)
- Theses de humoribus humani corporis (1605)
- Theses de corpore humano, eiusque in partes, secundum diversos respectus, varia distributione et resolutione (1609)
- Theses de alimentis, seu De cibo et potu, ut sub genere rerum non naturalium continentur (1611)